# 深川元町代地
深川元町代地（ふかがわもとちょうだいち）は、武蔵国・東京府にかつて存在した町名。現在の東京都墨田区太平一丁目にあたる。深川元丁代地とも書かれる。

## 地理
現在の墨田区本所地域である太平の東部、報恩寺門前にあたる。

## 歴史
江戸時代前期にあたる元禄10年（1697年）、深川元町の一部が松平遠江守の御用地として上地となり、二年前にこの地に移設された本所報恩寺前に三ヶ所の代地を与えられた。正徳3年（1713年）に町奉行・代官両支配となる。当初は本所報恩寺前深川代地町と称していたが、付近に代地として下された町屋が多かったため安永5年（1776年）深川元町代地と改称された。文政の家数113軒。明治元年（1868年）、東京府に所属。翌明治2年（1869年）本所太平町一丁目となり、町名としての深川元町代地の名は消滅した。

### 地名の由来
深川元町の代地として下されたことに由来する。